# Ifranj

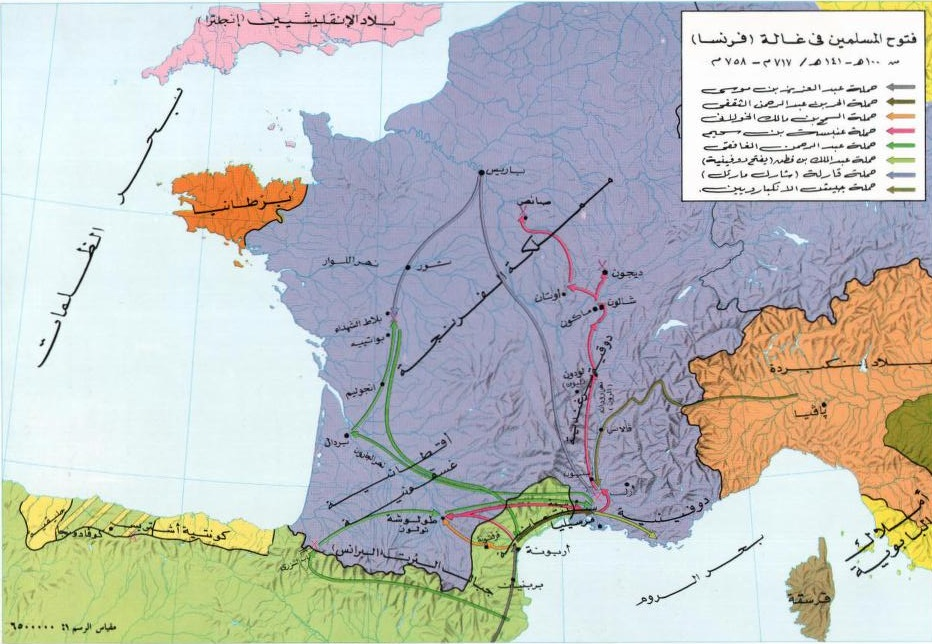
Ifranj durante la invasión omeya.

Ifranj, también Ifranja, Firanj o Faranj (de "Franks"), es el término árabe que se utilizó para identificar a los cruzados de las regiones de Europa Occidental, especialmente de Francia Occidental (hoy Francia, Benelux y Alemania Occidental) y de Francia Oriental.

## Descripción
De esta forma era posible diferenciar a los cristianos de cultura latina de los cristianos de cultura griega, es decir los bizantinos, que eran mucho más apreciados por los musulmanes desde todos los puntos de vista -cultural pero también militar e institucional- salvo quizás el de las proezas personales. en la guerra, dado que la gente de Ifranj eran considerados de un coraje excepcional y una fuerza física inusual. Así los describió un célebre enciclopedista del siglo X, Al-Masudi: “Los francos (Ifranj) son los más valientes de estos pueblos, los mejor defendidos, los que tienen más armamentos, los que tienen los territorios más extensos y las ciudades más pobladas, los mejor organizados y los más sumisos y obedientes a sus reyes...".
Su cultura, por el contrario, se consideraba como algo muy pobre, rayano en la barbarie, y fue solo a partir del Renacimiento que esta opinión tuvo que ser abandonada lentamente.
Todo esto llevó a que el Islam tuviera un conocimiento muy escaso e inadecuado de los países de la Europa occidental (incluidas las regiones del sur): este factor a la larga constituía una desventaja, no solo puramente cultural, e influía negativamente en los mismos equilibrios geopolíticos del mundo musulmán que era periférica a la Europa católica.
El breve conocimiento que el islam tuvo de las realidades compuestas de Europa Occidental, marcadas en gran parte por las embajadas que intercambió el califa abasí Harún al-Rashid con el emperador franco Carlomagno en el siglo IX, no permitió diferenciar las diversas poblaciones y las varios estados del occidente cristiano-latino, prolongando durante siglos el uso (inicialmente correcto) del término "Franks".
Incluso cuando los primeros ejércitos de los cruzados llegaron a Siria-Palestina, los musulmanes continuaron usando el término "francos" para esos guerreros.